# Hylaeus signatus
Hylée du Réséda
Espèce
Hylaeus signatus, l’Hylée du Réséda, est une espèce d'abeilles solitaires de la famille des Colletidae. Son aire de répartition s'étend sur une vaste partie de l'Europe au moins jusqu'en Turquie ainsi qu'en Afrique du Nord et même à Madère et dans les Açores,.

## Description
C'est une espèce spécialiste, oligolectique, liée au Réséda jaune (Reseda lutea) et au Réséda des teinturiers (Reseda luteola) et donc une abeille qu'on trouve en général dans les friches et les milieux ensoleillés relativement secs où poussent ses plantes hôtes. 
C'est une petite abeille (7-9 mm) aux allures de petite guêpe, globalement noire et assez glabre avec des bandes latérales de courts poils blancs sur les tergites. Les femelles se reconnaissent à leur taille un peu plus grande que les mâles et leurs deux taches paraclypéales blanches. Les mâles sont généralement plus petits et ont une tache blanche beaucoup plus étendue sur le front, le clypéus et l'aire paraclypéale. 
Comme les autres espèces du genre Hylaeus, les femelles sont dépourvues de brosse de poils de collecte ou de corbeilles à pollen. Elles récoltent et transportent donc le nectar et le pollen dans leur jabot pour le régurgiter dans les loges de leur nid afin de constituer la réserve alimentaire de futures larves. 
L'Hylée du Réséda est caulicole et niche dans des tiges creuses de ronces ou de rosiers. Comme les autres Hylaeus, elle cloisonne les cellules de ses nids avec une sécrétion résineuse transparente ressemblant à du cellophane.

## Liste des sous-espèces
Selon GBIF (3 juin 2023) :
- Hylaeus signatus berlandi (Benoist, 1943)
- Hylaeus signatus signatus (Panzer, 1798)

## Galerie

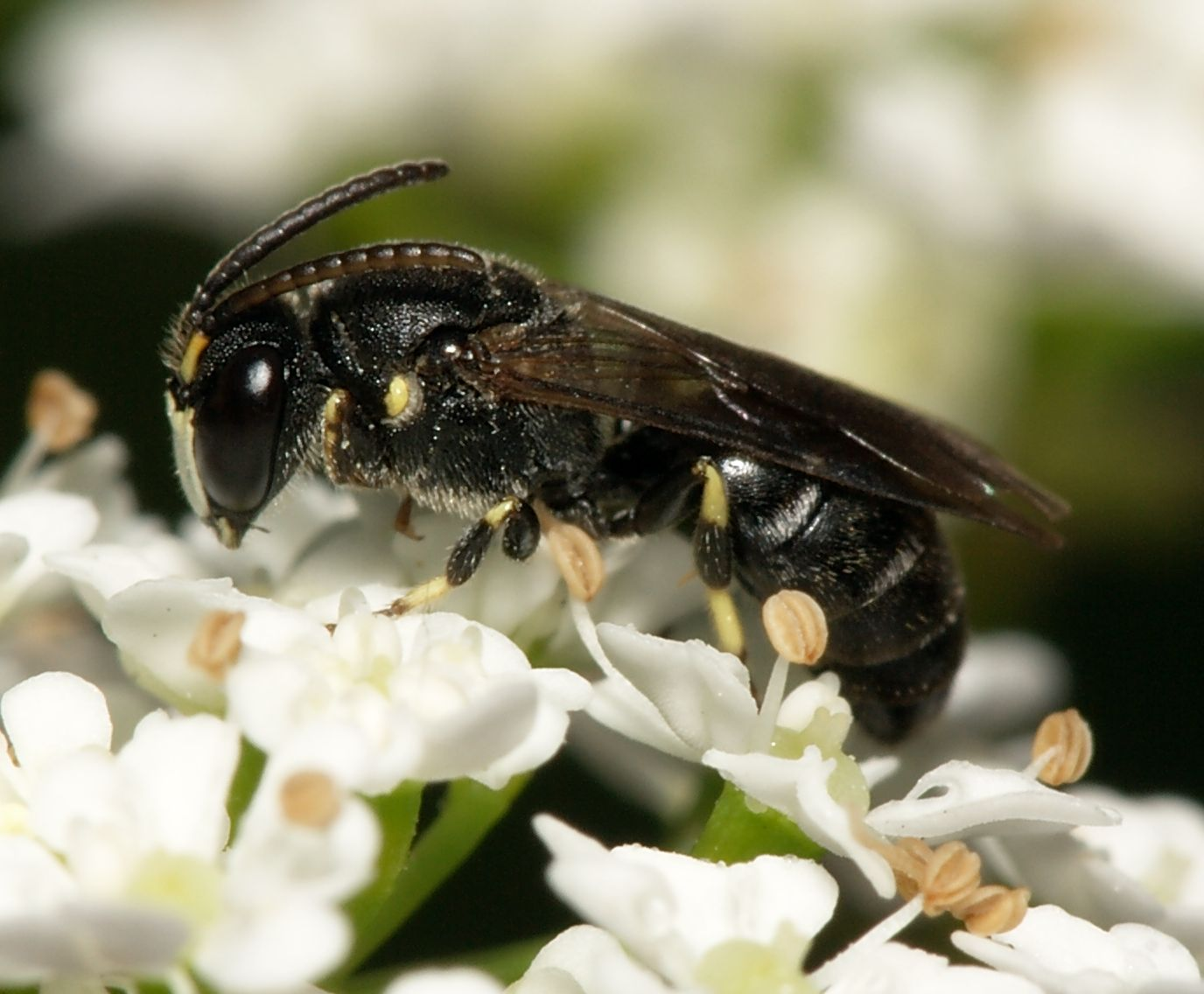
Mâle.
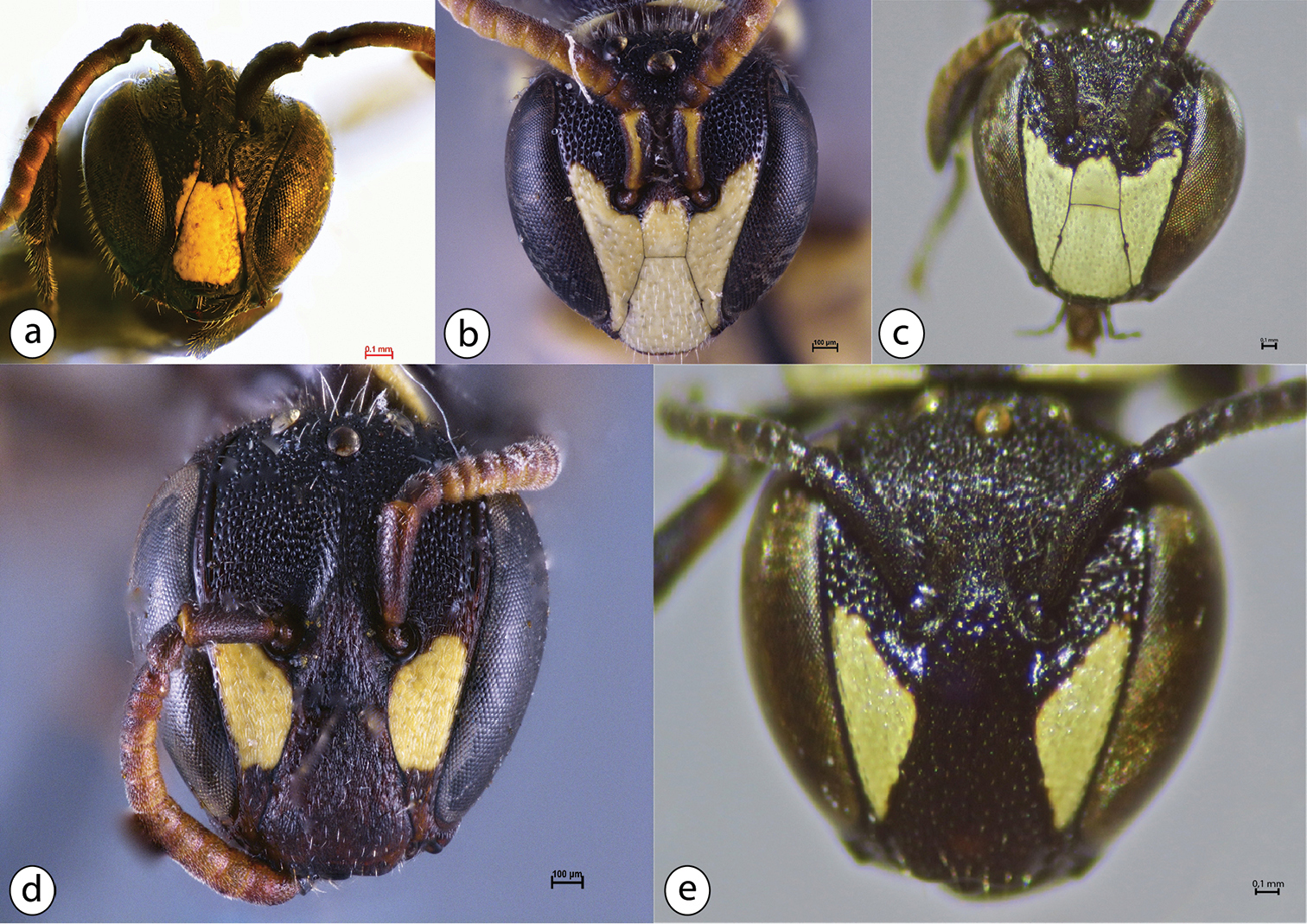
Détail de la tête de différentes espèces du genre Hylaeus. En bas à droite, Hylaeus signatus.
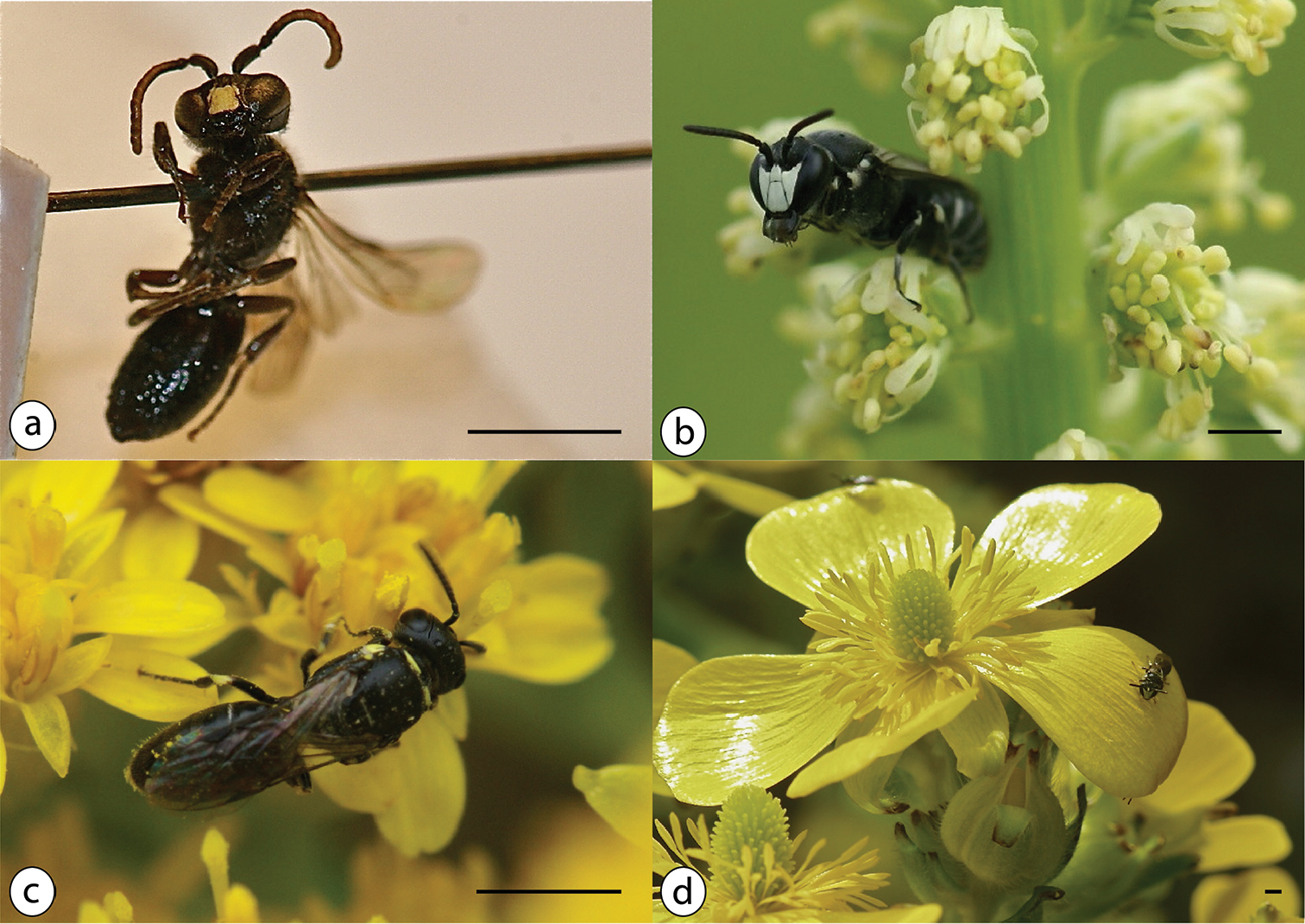
Différentes espèces du genre Hylaeus. Hylaeus signatus, en haut à droite.

## Systématique
Le nom valide complet (avec auteur) de ce taxon est Hylaeus signatus (Panzer, 1798).
L'espèce a été initialement classée dans le genre Sphex sous le protonyme Sphex signata Panzer, 1798.
Hylaeus signatus a pour synonymes :
- Hylaeus albonasatus (Strand, 1912)
- Hylaeus pratensis Geoff.
- Prosopis pratensis Geoffroy, 1785
- Sphex signata Panzer, 1798